# 南琅邪郡
南琅邪郡，中国古代的郡。
东晋大兴三年（320年）侨置琅邪郡，初无实土。咸康元年（335年），桓温为太守，分江乘县地立郡，治所在金城（今江苏省句容市北）。辖境约相当今南京市鸡鸣寺以东，龍潭以西，北至大江地。属徐州。刘宋永初二年（421年），改为南琅邪郡。南齊永明六年（488年）左右时，徙治白下城（在今江苏省南京市）。下辖五县：临沂县、江乘县、兰陵县、承县（建武三年省）、谯县（建元二年，平阳郡流民在临江郡者，立宣祚县，寻改为谯。永明元年，省怀化一县并属）。陈太建十年（578年）罢南琅邪郡，置建兴郡。